# Riverside (groupe)
Pour les articles homonymes, voir Riverside.
Riverside est un groupe de rock progressif polonais, originaire de Varsovie. Il est formé en 2001 par Mariusz Duda, Piotr Grudziński et Piotr Kozieradzki. Leur style musical est un mélange de Porcupine Tree, Pain of Salvation, Anathema, Opeth, Oceansize, Pink Floyd, Marillion et Dream Theater[réf. nécessaire].
En 2007, ils effectuent les premières parties du groupe Dream Theater en Europe, avant de revenir, à la fin de l'année, pour une tournée de promotion de leur dernier album.

## Biographie

### Débuts etReality Dream Trilogy(2001–2008)

#### Débuts du groupe etOut Of Myself(2001-2004)
Au tournant du millénaire, sur la route, Piotr Kozieradzki joue avec Marillion dans sa voiture pour Piotr Grudziński. Alors que le batteur Piotr 'Mitloff' Kozieradzki jouait dans deux groupes de death metal, Dominion et Hate, et Piotr Grudziński jouait de la guitare dans le groupe Unnamed, ils apprennent qu'ils ont un intérêt commun pour le rock progressif. Ils connaissaient déjà le producteur et claviériste Jacek Melnicki qui possédait son propre studio d'enregistrement. Ils décident de s'atteler aux expériences musicales, mais ils leur manquent un bassiste. Mariusz Duda, multi-instrumentiste et vocaliste du groupe Xanadu, accepte de répéter avec à la fin 2001 à la demande de Jacek. Les réactions entre les quatre musiciens ne font aucun doute sur leur nouvelle complicité.
Après quelques répétitions et enregistrements, Mariusz tente de chanter dans son propre langage, sûrement similaire à celui du morceau The Curtain Falls même si toutes les paroles seront écrites et chantées en anglais. Ainsi, Mariusz endosse le rôle de vocaliste et de bassiste. En octobre 2002, près d'un an après leur formation, le groupe joue deux concerts à Varsovie. Après avoir distribué près de 500 exemplaires de leur démo, le groupe joue encore dans un petit club à Varsovie au début de 2003. Ils finissent plus tard par se séparer du claviériste Jacek en 2003.
Les membres restants enregistrent leur premier album, intitulé Out of Myself au DBX Studio. Il est publié en Pologne à la fin de 2003. Le succès local de l'album les mène à signer au label américain Laser's Edge en septembre 2004, cette fois avec une couverture réalisée par Travis Smith (Opeth, Anathema, et Devin Townsend). En Pologne, ils jouent la tournée Progressive Tour I 2004 aux festivals Ryockowisko et Goleniowie.

#### Voices In My HeadetSecond Life Syndrome(2004–2005)
Après la sortie de Out of Myself et le succès qui suit en 2004, le groupe travaille sur l'EP Voices in My Head, qui est d'abord publié en exclusivité en Pologne au label Mystic Production. Le quatuor commence à jouer à l'international notamment au festival Progpower à Baarlo. Le groupe signe chez la major Inside Out, publiant Second Life Syndrome à la fin octobre 2005. Le disque est conçu comme le deuxième volet d’une trilogie entamée avec leur premier album et nommé Reality Dream. Mariusz Duda aurait eu l’idée de la trilogie après la sortie de Out Of Myself. Second Life Syndrome est meilleur succès que Out of Myself. Il atteint la 62e place du top 100 des meilleurs albums prog établi par Prog Archives. En 2006, l'EP Voices in My Head est réédité par InsideOut, et comprend trois morceaux live issus de l'album Out of Myself. Le groupe jouera aussi au NEARfest de Bethlehem, en Pennsylvanie, le 24 juin 2006.

#### Rapid Eye Movement(2006–2008)
En octobre 2007, le groupe sort l'album Rapid Eye Movement, le dernier volet de la trilogie, de nouveau au label InsideOut Music. La sortie européenne comprend neuf morceaux, et la version américaine comprend deux morceaux bonus. Le single 02 Panic Room est publié exclusivement par Mystic Production. De son côté, Mariusz Duda sort le premier album de son nouveau projet, Lunatic Soul, chez Kscope le 13 octobre 2008.

### Anno Domini High Definition(2009–2012)
Leur prochain album, Anno Domini High Definition, est publié en 2009. Il est publié en Pologne par Mystic Production le 15 juin 2009. Anno Domini High Definition devient le deuxième album le plus vendu en Pologne après avoir atteijnt les charts la deuxième semaine après sa sortie (6e place des charts). L'album sort le 6 juin dans le reste de l'Europe et le 28 juillet en Amérique du Nord. En 2011 sort, toujours chez Mystic Production, une compilation nommé Reality Dream Trilogy, regroupant en 6 CD les albums Out Of Myself, Second Life Syndrome et Rapid Eye Movement, l’EP Voices In My Head, une compilation de versions live de titres de Second Life Syndrome issus du DVD Reality Dream et un morceau paru sur le single Conceiving You, intitulée Second Live Syndrome et une compilation de 6 titres parus sur les singles sortis autour de Rapid Eye Movement intitulée Rapid Eye Movement II.

### Virage atmosphérique (2011-2016)
En 2011 sort l'EP Memories in My Head. Les trois morceaux sont délestés des influences métal progressif de la trilogie et de Anno Domini High Definition et proposent un rock progressif plus atmosphérique.
En janvier 2013, Riverside sort un cinquième album, Shrine of New Generation Slaves, toujours dans la même veine rock progressif teinté d’atmosphérique.
Leur sixième album, Love, Fear and the Time Machine, est publié au début de septembre 2015 et est le mieux vendu dans et en dehors de Pologne.
Le 21 février 2016, le guitariste Piotr Grudziński décède. La raison de sa mort est révélée le 4 mars : un arrêt cardiaque soudain. Riverside annonce l'annulation de leurs dates de tournée. Le 10 mars 2016, Riverside annonce une compilation de morceaux instrumentaux. Le 21 août, l'album est annoncé sous le titre Eye of the Soundscape, et publié le 21 octobre. Le 23 septembre 2016, Riverside annonce qu'il ne remplacera pas Piotr Grudziński, et continuera en trio. Mariusz Duda jouera de la guitare sur les albums, et les musiciens de session de la guitare en concert. Le 22 février 2017, le guitariste Maciej Meller (Quidam, Meller Gołyźniak Duda) est annoncé comme membre de tournée.

## Membres

### Membres actuels
- Mariusz Duda - voix, basse (depuis 2001)
- Piotr Kozieradzki - batterie (depuis 2001)
- Michał Łapaj - claviers (depuis 2003)
- Maciej Meller - guitare (depuis 2020)

### Anciens membres
- Piotr Grudziński (mort le 21 février 2016[17]) - guitare
- Jacek Melnicki - claviers (2001-2003)

### Musiciens occasionnels
- Krzysztof Melnicki - trombone
- Artur Szolc - percussions
- Robert Srzednicki - claviers, guitare
- Rafał Gańko - trompette
- Karol Gołowacz - saxophone
- Adam Kłosiński - trombone

## Discographie
- 2003 : Out of Myself, Mystic Production, Laser's Edge
- 2005 : Second Life Syndrome, Mystic Production, Inside Out
- 2007 : Rapid Eye Movement, Mystic Production, Inside Out
- 2009 : Anno Domini High Definition, Mystic Production, Inside Out
- 2013 : Shrine of New Generation Slaves, Mystic Production, Inside Out
- 2015 : Love, Fear and The Time Machine, Century Media Records, Inside Out
- 2016 : Eye of the Soundscape, Century Media, Inside Out
- 2018 : Wasteland, InsideOut, Mystic Production
- 2023 : ID.Entity, InsideOut, Mystic Production